# Terra (álbum de Chico Buarque)
"Terra" é um compacto do músico brasileiro Chico Buarque, lançado em conjunto com o livro "Terra", do fotógrafo Sebastião Salgado. Foi lançado no ano de 1997.

## Faixas[3]
| N.º | Título               | Compositor(es)                 | Duração |  |
| 1.  | "Assentamento"       | C. Buarque                     |         |  |
| 2.  | "Brejo da cruz"      | C. Buarque                     |         |  |
| 3.  | "Levantados do chão" | Milton Nascimento - C. Buarque |         |  |
| 4.  | "Fantasia"           | C. Buarque                     |         |  |